# Син-Окатимати (станция)

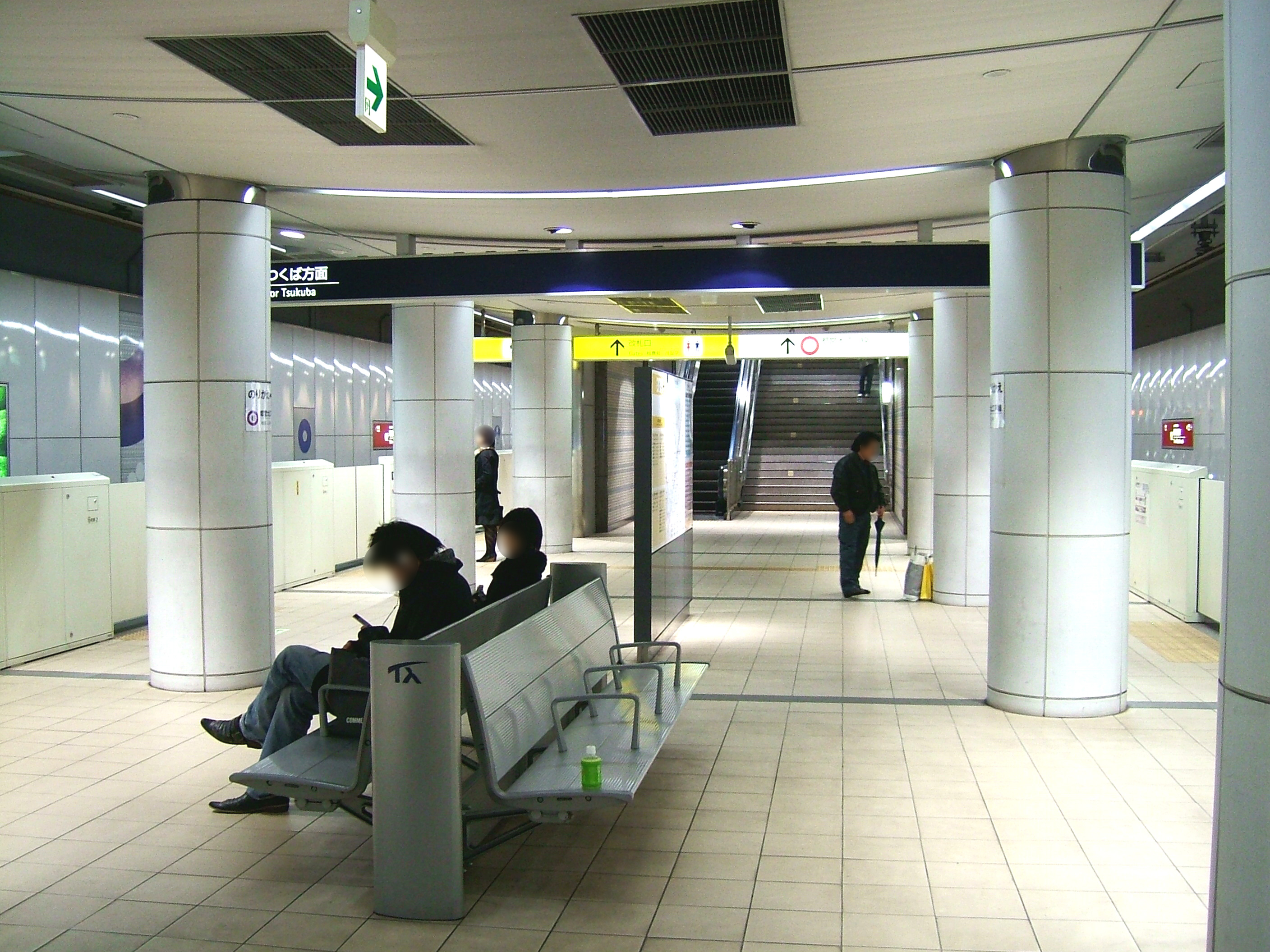
Платформа линии Tsukuba Express

Станция Син-Окатимати (яп. 新御徒町駅 син окатимати эки) — железнодорожная станция на линиях Оэдо  и Tsukuba Express расположенная в специальном районе Тайто, Токио. Станция обозначена номером E-10 на линии Оэдо и 02 на линии Tsukuba Express. На станции установлены автоматические платформенные ворота.

## История
Станция была открыта 12-го декабря 2000 года на линии Оэдо. Линия Tsukuba Express была пущена в эксплуатацию 24 августа 2005 года.

## Планировка станции

### Toei
Одна платформа островного типа и 2 пути.
| 1 | ○ Линия Оэдо | Иидабаси, Тотёмаэ |
| 2 | ○ Линия Оэдо | Рёгоку, Даймон    |

### Tsukuba Express
Одна платформа островного типа и 2 пути.
| 1 | TXTsukuba Express | Кита-Сэндзю, Минами-Нагарэяма, Мория, Цукуба |
| 2 | TXTsukuba Express | Акихабара                                    |

## Близлежащие станции
| «                     |                       | Линия             |                   | »                 |
| Линия Оэдо (E-10)     | Линия Оэдо (E-10)     | Линия Оэдо (E-10) | Линия Оэдо (E-10) | Линия Оэдо (E-10) |
| --------------------- | --------------------- | ----------------- | ----------------- | ----------------- |
| Уэно-Окатимати (E-10) | Уэно-Окатимати (E-10) | -                 | Курамаэ (E-11)    | Курамаэ (E-11)    |
| Tsukuba Express       |                       |                   |                   |                   |
| Акихабара (01)        | Акихабара (01)        | Local             | Асакуса (03)      | Асакуса (03)      |
| Акихабара (01)        | Акихабара (01)        | Section Rapid     | Асакуса (03)      | Асакуса (03)      |
| Акихабара (01)        | Акихабара (01)        | Rapid             | Асакуса (03)      | Асакуса (03)      |